# Pozo-Lorente
Pozo-Lorente község Spanyolországban, Albacete tartományban. Lakosainak száma 386 fő (2024).

## Földrajza
Pozo-Lorente Alatoz, Higueruela, Casas de Juan Núñez, Villavaliente és Jorquera községekkel határos.

## Népesség
A település lakosságának változását az alábbi diagram mutatja:
| Lakosok száma | 498  | 585  | 477  | 478  | 467  | 420  | 409  | 409  | 394  | 386  |
|               | 2001 | 2004 | 2006 | 2009 | 2011 | 2014 | 2016 | 2019 | 2021 | 2024 |